# Koralowce sześciopromienne

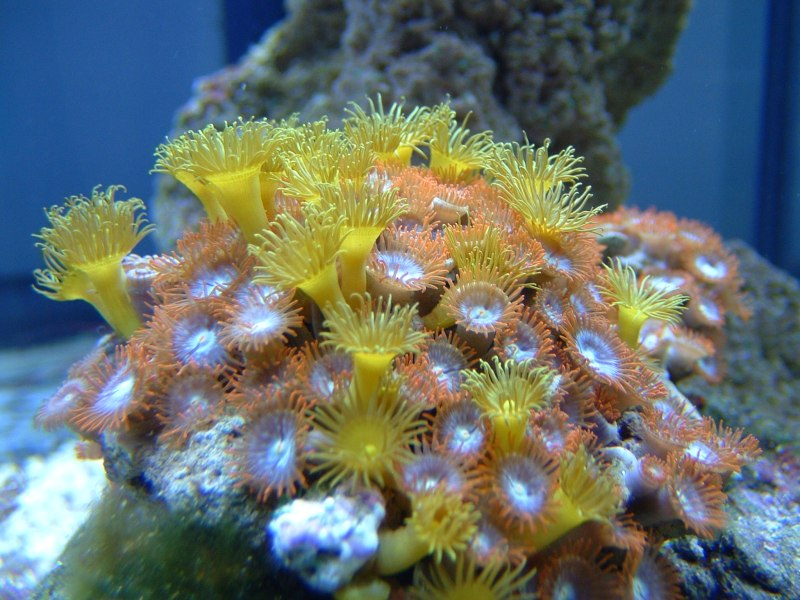
Kolonia koralowców z rzędu Zoanthidea

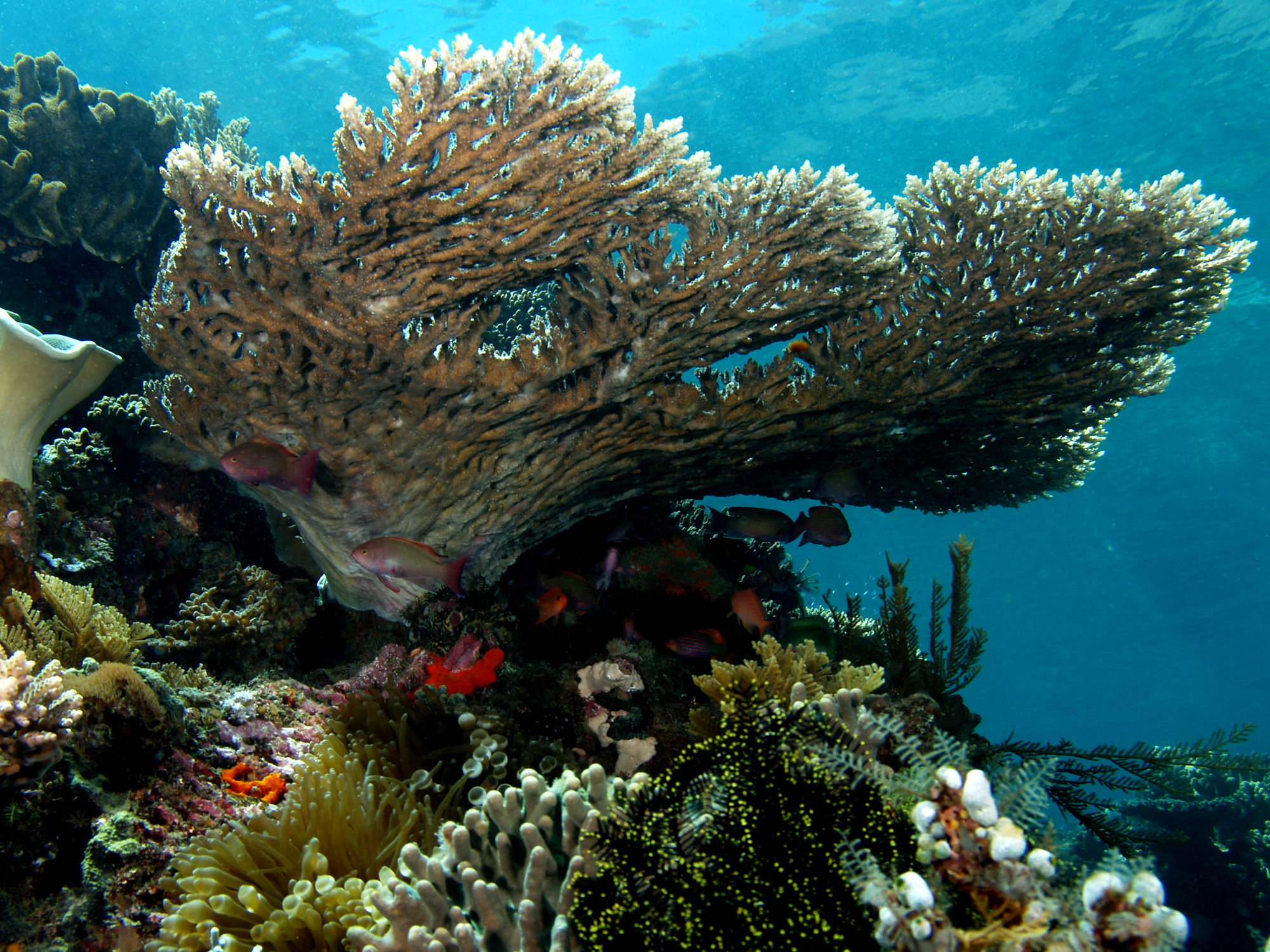
Acropora latistella

Koralowce sześciopromienne (Hexacorallia) – podgromada koralowców (Anthozoa), do której należą gatunki żyjące samotnie jak i tworzące kolonie. Charakteryzują się obecnością sześciu (lub wielokrotności) przegród w jamie gastralnej. Należą do nich gatunki w większości osiadłe. Nieliczne wędrują pełzając lub pływając.

## Charakterystyka
Liczba ramion, otaczających otwór gębowy polipa oraz przegród dzielących jamę gastralną jest równa 6 lub wielokrotności 6 (wówczas występują parami), rzadziej (wtórnie) ich liczba wynosi 5, 8 lub 10, a także ich wielokrotność. U większości występuje zewnętrzny szkielet, często bardzo masywny – wapienny, organiczny lub organiczno-wapienny. W odróżnieniu od koralowców ośmiopromiennych (Octocorallia), chorągiewki mięśniowe na przegrodach są zwrócone w różnych kierunkach. Komórki parzydełkowe różnorodne – typu astomoknidy, stomoknidy i spirocysty z wieczkiem zamykającym.

## Systematyka
Podgromada koralowców sześciopromiennych dzieli się na 6 rzędów koralowców żyjących obecnie (około 4300 gatunków) i 2 rzędy koralowców wymarłych:
- Actiniaria – ukwiały
- Antipatharia – kolczniki
- Ceriantharia – szorstniki[6]
- Corallimorpharia – koralniki
- †Rugosa – rugozy
- Scleractinia – korale madreporowe
- †Tabulata – denkowce[7]
- Zoantharia lub Zoanthidea – ukwiałki

Większość analiz filogenetycznych opartych na danych molekularnych potwierdza monofiletyzm rzędów współcześnie żyjących. Jedynie relacje pomiędzy Scleractinia i Corallimorpharia są kontrowersyjne.